# Conseil européen des 13 et 14 décembre 2007
Le Conseil européen des 13 et 14 décembre 2007 s'est déroulé en deux temps. Les Vingt-Sept se sont réunis le 13 à Lisbonne pour la signature du traité de Lisbonne, puis se sont retrouvés à Bruxelles le 14 pour la tenue d'un Conseil européen proprement dit, consacré principalement à l'avenir de l'Union à l'horizon 2020-2030, aux questions relatives à la liberté, la sécurité et la justice dans l'Union, aux questions économiques, environnementales et sociales, et enfin aux relations extérieures de l'UE. Les Vingt-Sept adoptent également la Déclaration de l'UE sur la mondialisation.

## Signature du traité de Lisbonne

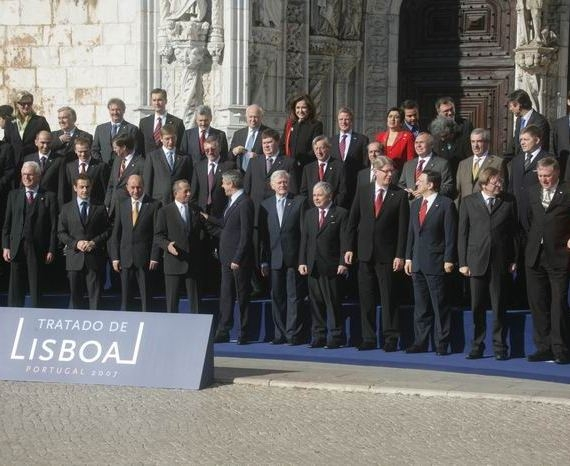
Les chefs d'État et de gouvernement réunis en Monastère des Hiéronymites à Lisbonne le 13 décembre 2007.

Les chefs d'Etat et de gouvernement de l'UE signent solennellement à Lisbonne, jeudi 13 décembre 2007, le nouveau traité sur l'Union européenne. Le traité devait entrer en vigueur le 1er janvier 2009, après ratification par chacun des Etats membres. En raison des difficultés de sa ratification par l'Irlande notamment, son entrée en vigueur sera repoussée au 1er décembre 2009.
La veille, la Charte des droits fondamentaux de l'Union européenne a été proclamée pour la seconde fois à Strasbourg, par les trois institutions de l'Union européenne : le premier ministre portugais, José Socrates, pour le Conseil, le président de la Commission, José Manuel Barroso, et celui du Parlement, Hans-Gert Pittering. Ce texte avait été proclamé le 7 décembre 2000, mais les dirigeants européens avaient décidé en 2004 de l'intégrer dans la défunte Constitution pour l'étoffer.

## Conclusions du Conseil européen
Les deux principaux points de l'ordre du jour concernent la création, à la demande de la France, d'un groupe de réflexion chargé d'examiner l'avenir de l'Union européenne à l'horizon 2020-2030 et la question du Kosovo après l'échec des négociations sur le statut futur de la province.

## Chefs d'État et de gouvernement des Vingt-Sept
Le traité de Lisbonne est signé par les vingt-sept chefs d'État et de gouvernement en fonction à cette date.

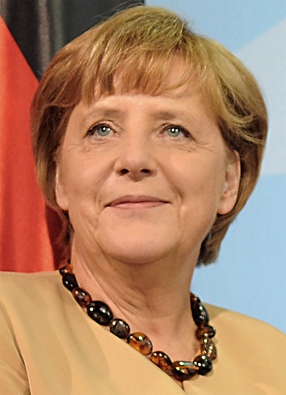
Allemagne : Angela Merkel, chancelière fédérale
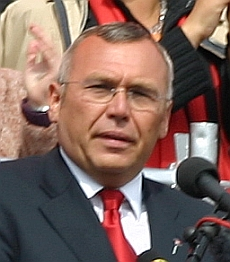
Autriche : Alfred Gusenbauer, chancelier fédérale
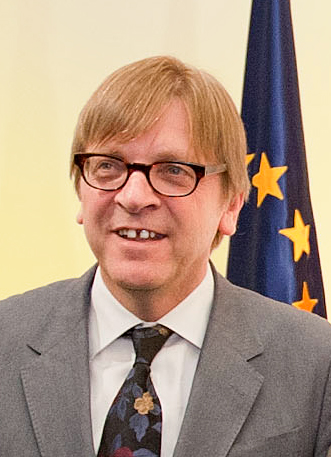
Belgique : Guy Verhofstadt, Premier ministre
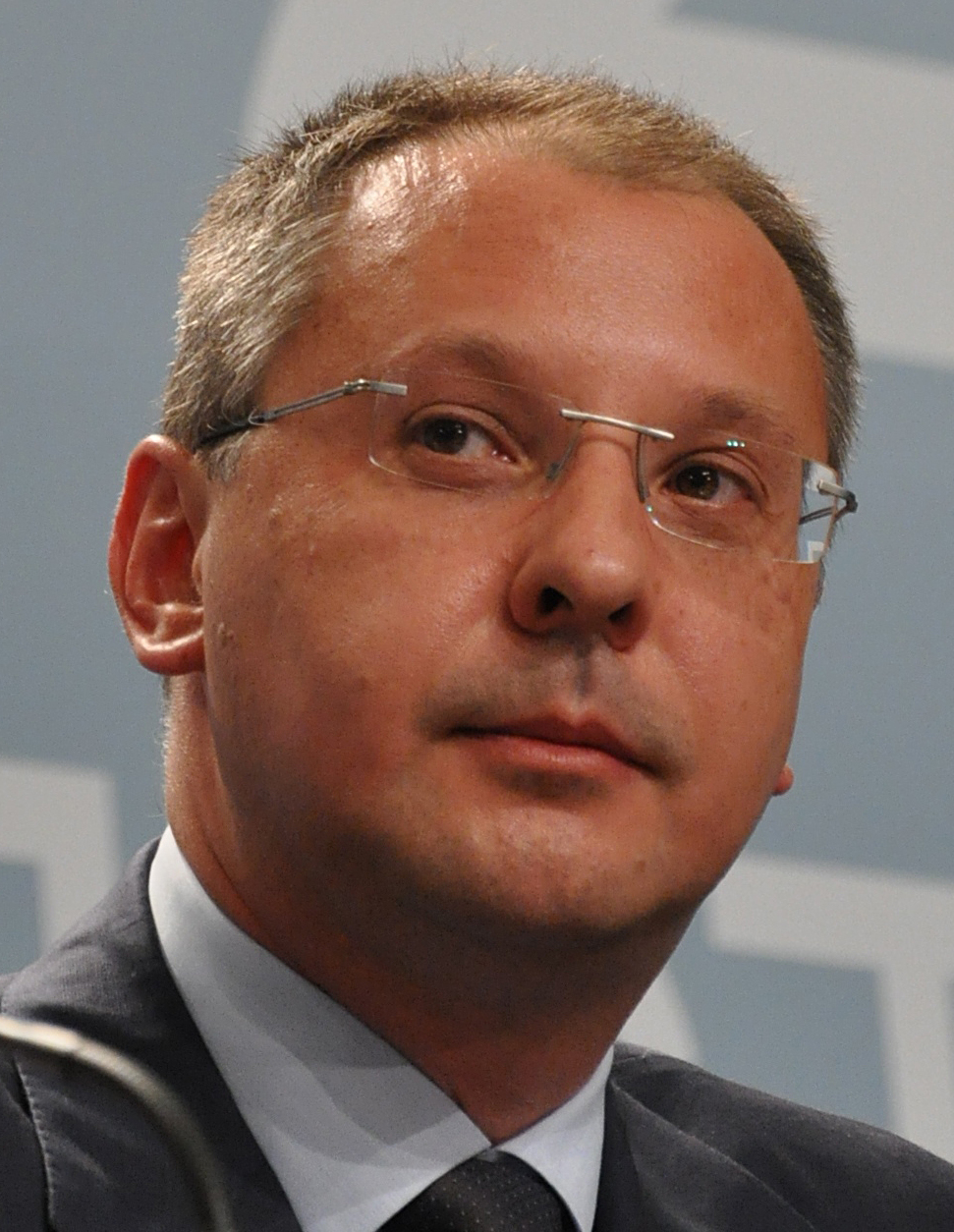
Bulgarie : Sergueï Stanichev, Premier ministre
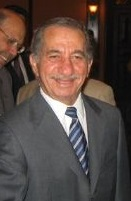
Chypre : Tássos Papadópoulos, président
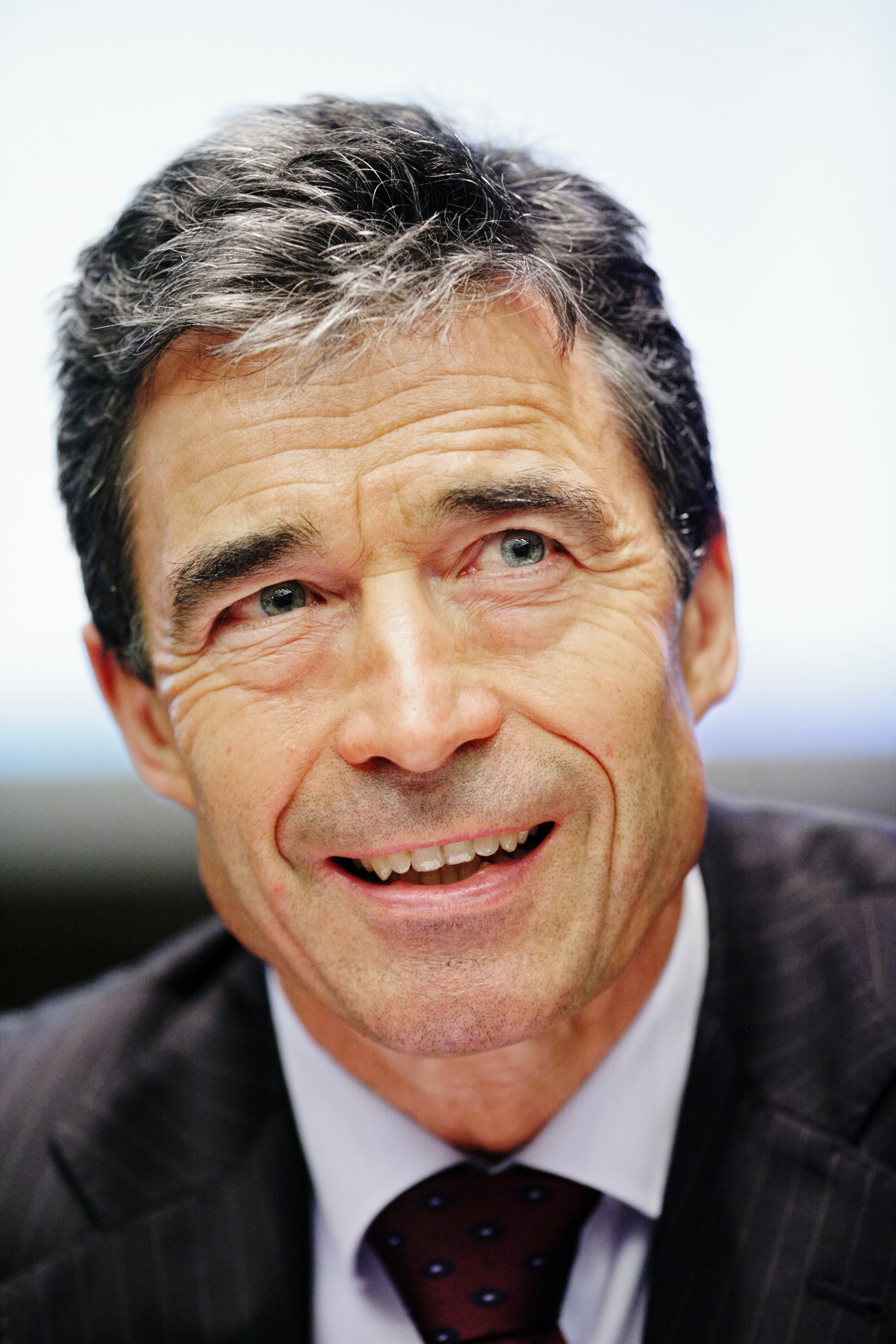
Danemark : Anders Fogh Rasmussen, Premier ministre
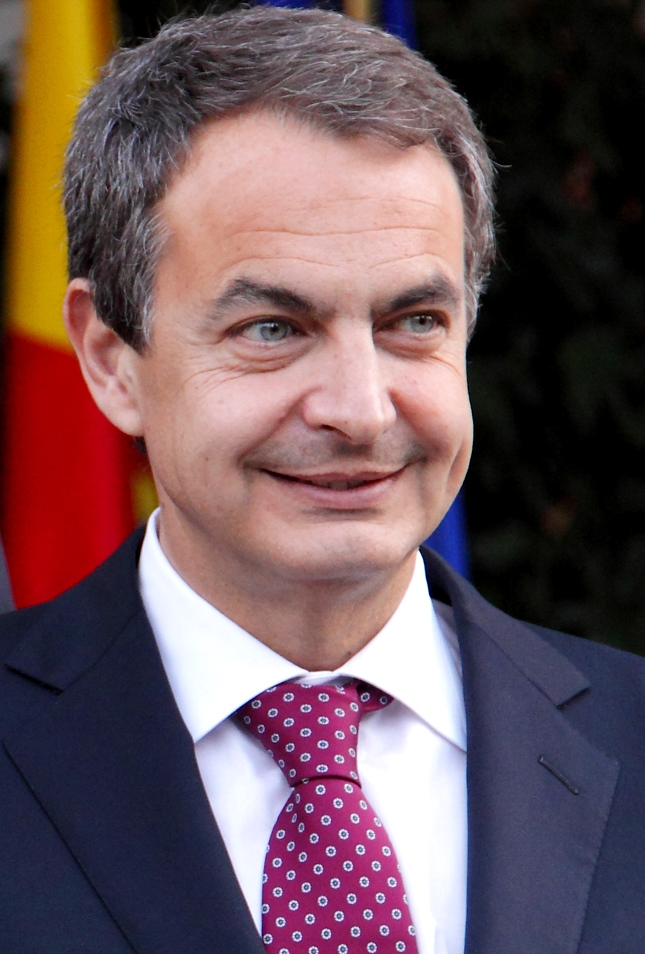
Espagne : José Luis Rodríguez Zapatero, président du gouvernement
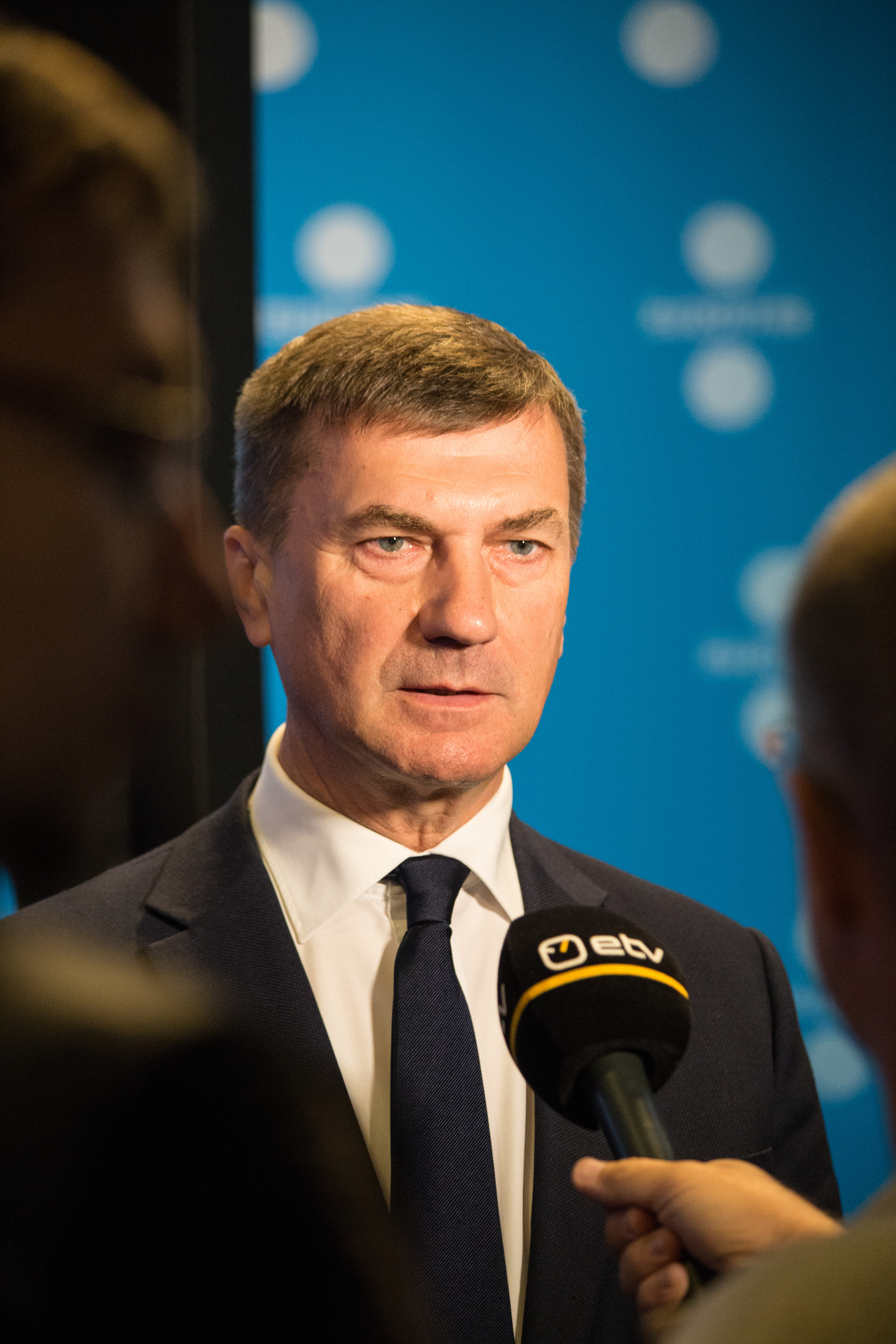
Estonie : Andrus Ansip, Premier ministre
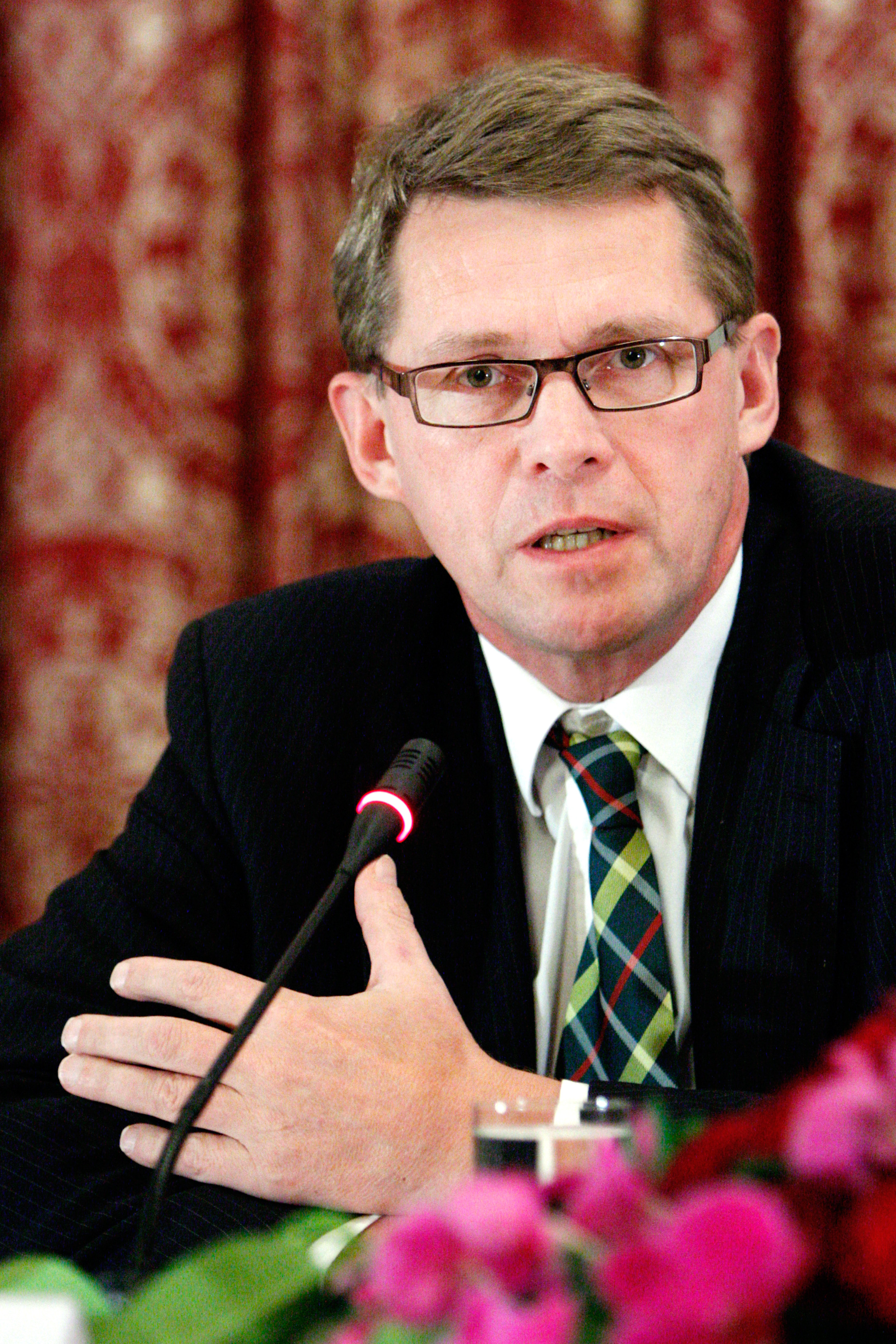
Finlande : Matti Vanhanen, Premier ministre
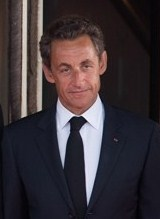
France : Nicolas Sarkozy, président de la République
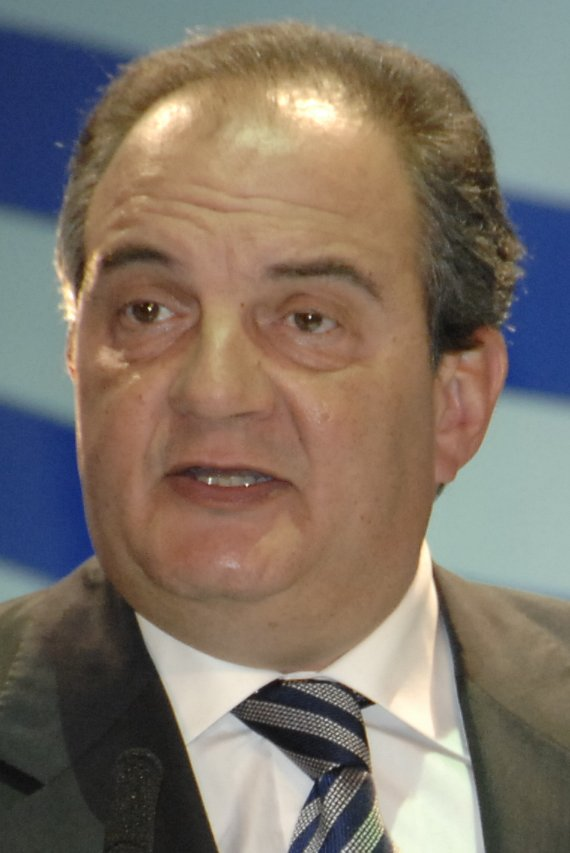
Grèce : Kóstas Karamanlís, Premier ministre
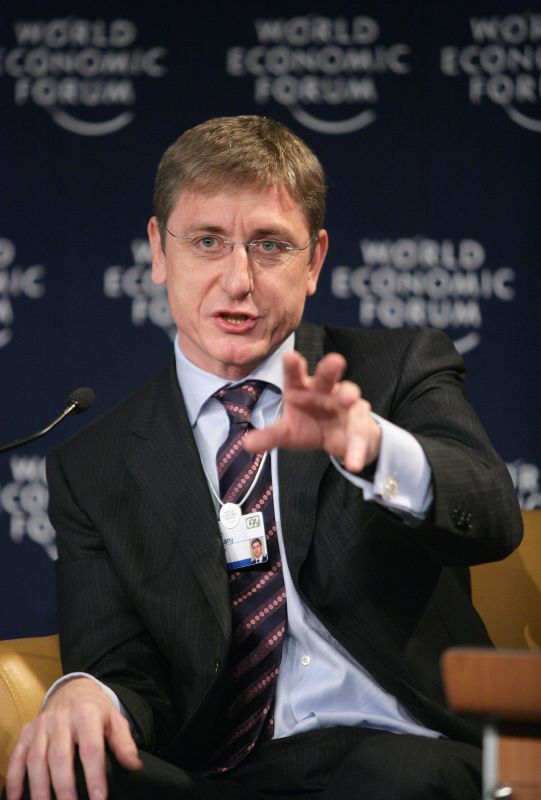
Hongrie : Ferenc Gyurcsány, Premier ministre
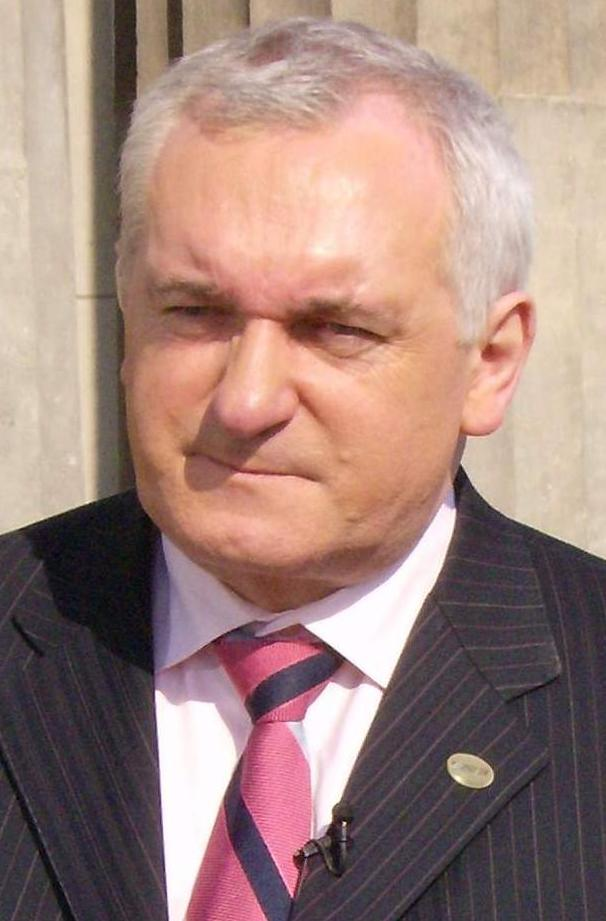
Irlande : Bertie Ahern, Premier ministre
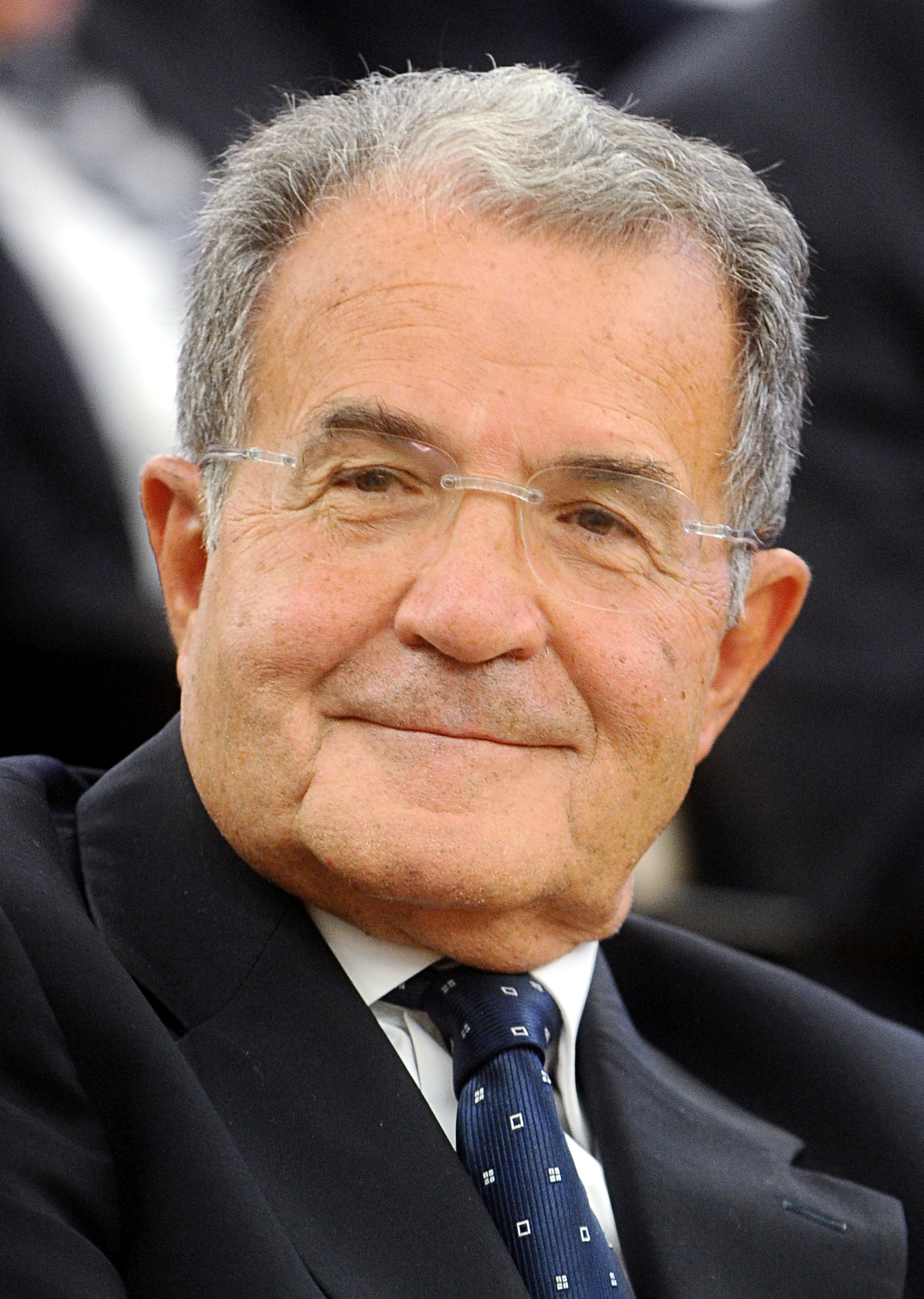
Italie : Romano Prodi, président du Conseil des ministres
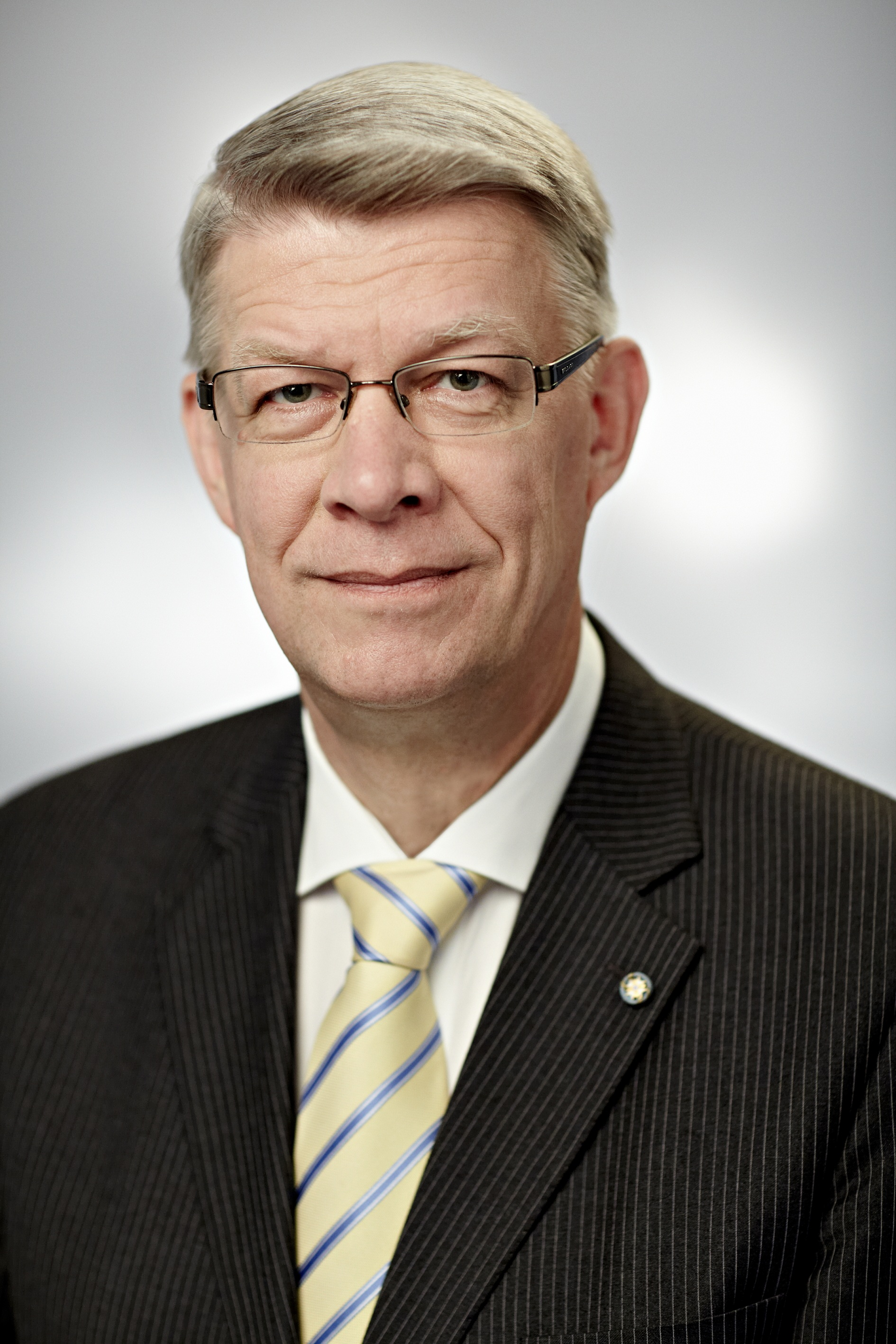
Lettonie : Valdis Zatlers, président de la République
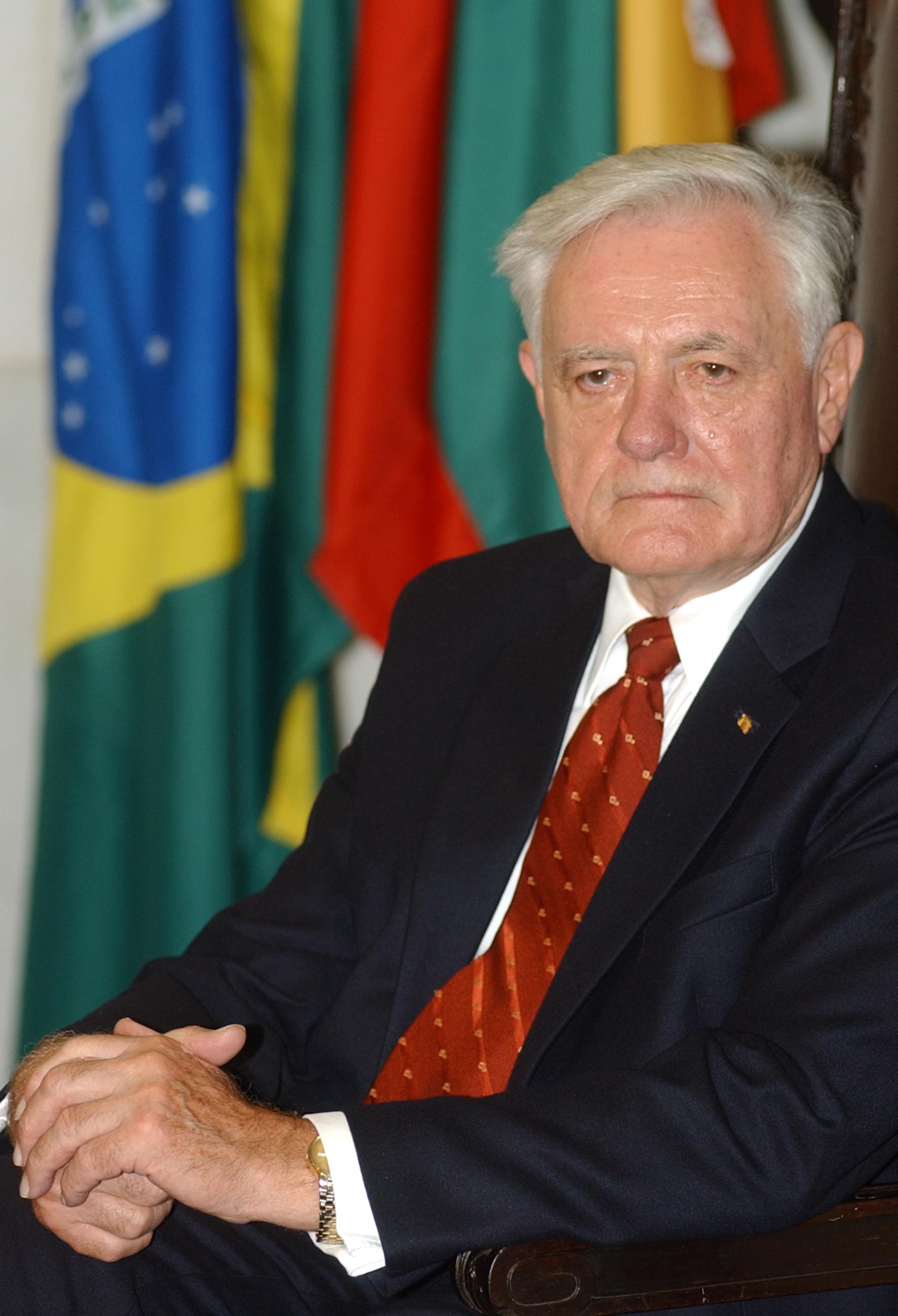
Lituanie : Valdas Adamkus, président de la République
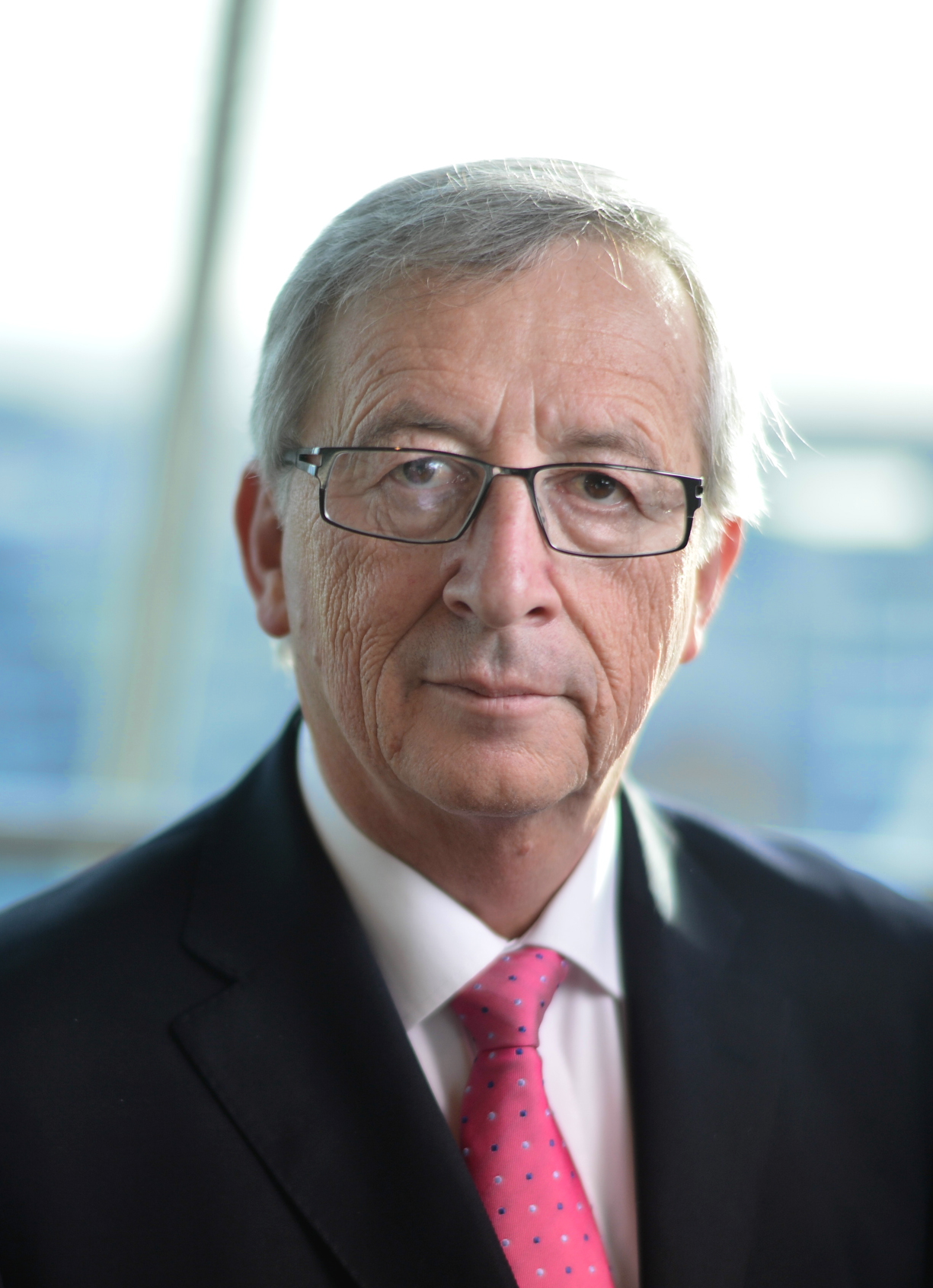
Luxembourg : Jean-Claude Juncker, Premier ministre
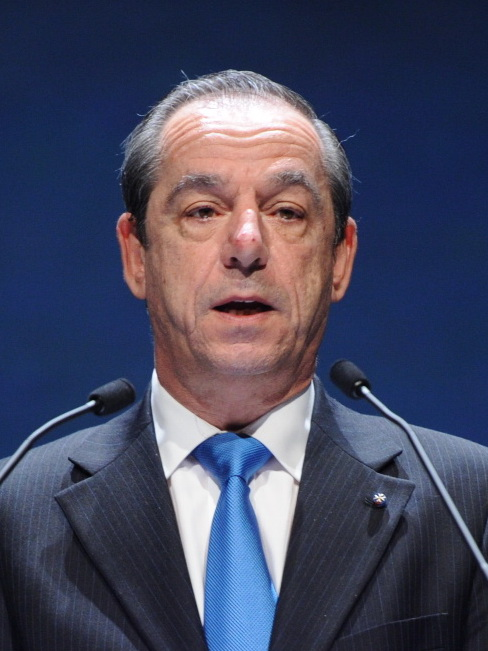
Malte : Lawrence Gonzi, Premier ministre
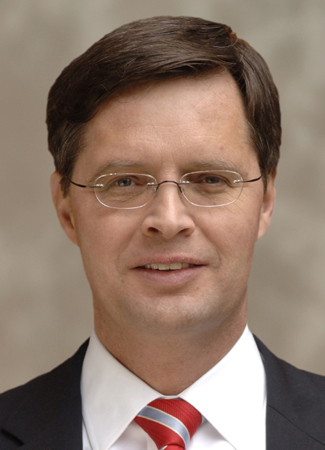
Pays-Bas : Jan Peter Balkenende, Premier ministre
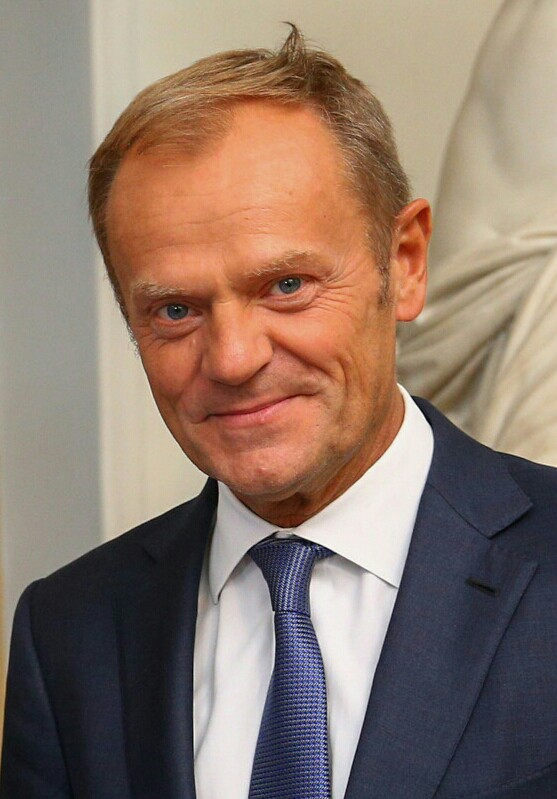
Pologne : Donald Tusk, président du Conseil des ministres
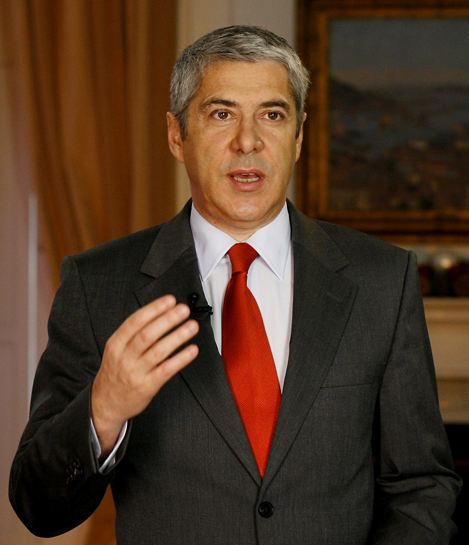
Portugal : José Sócrates, Premier ministre
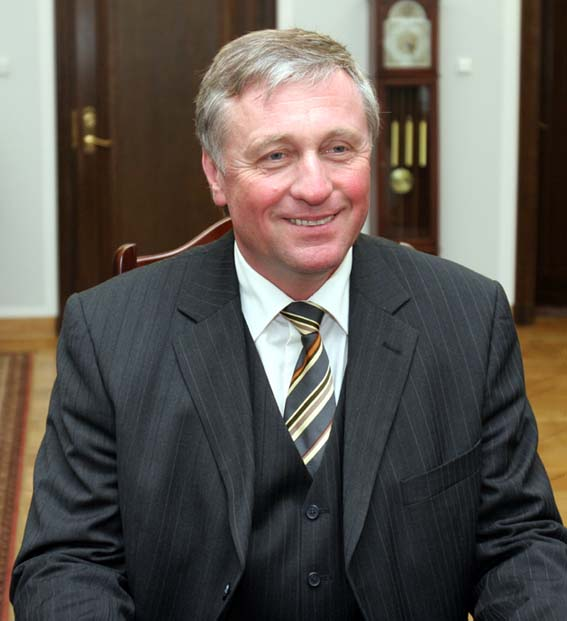
République tchèque : Mirek Topolánek, président du gouvernement
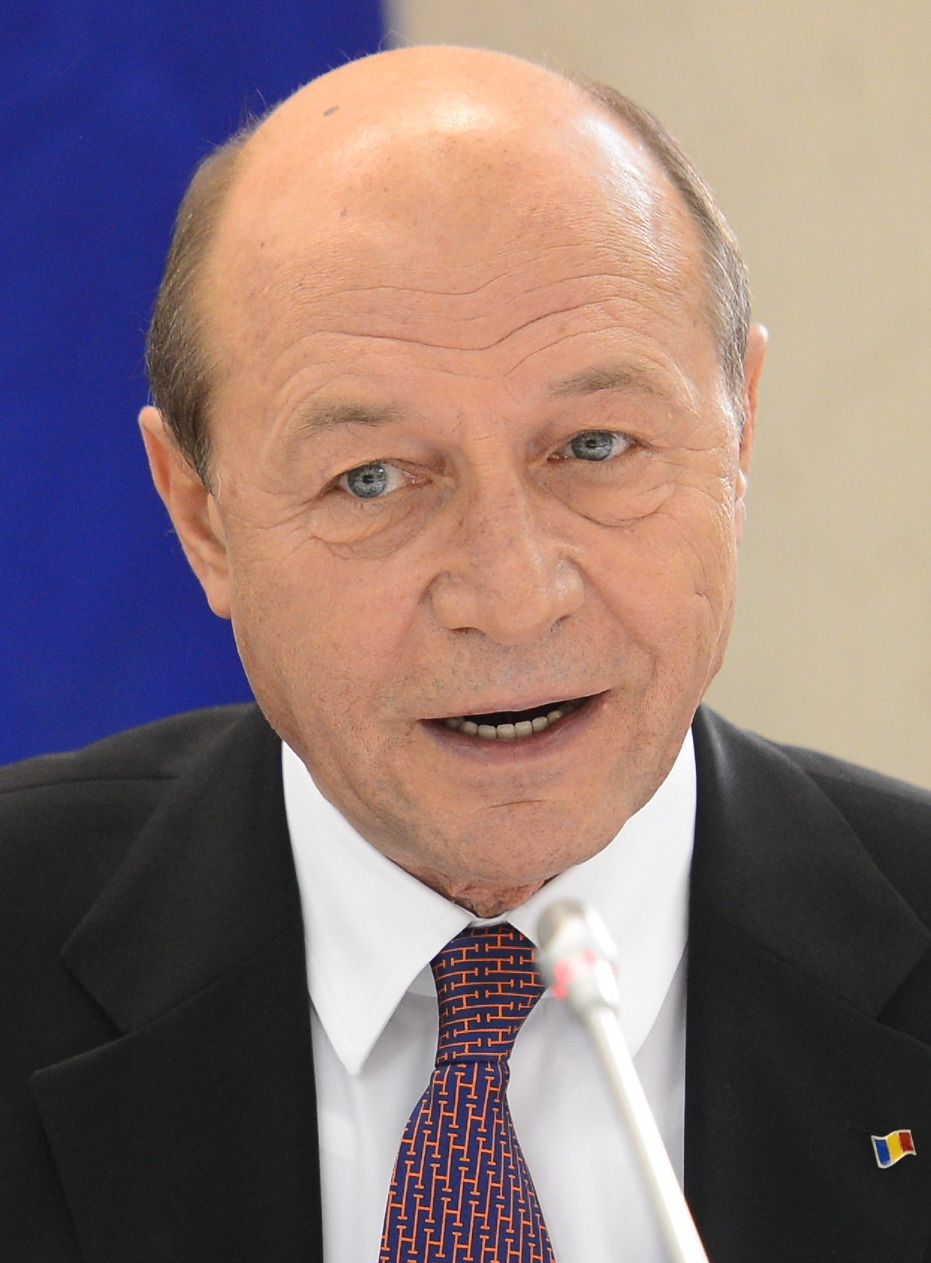
Roumanie : Traian Băsescu, président de la République
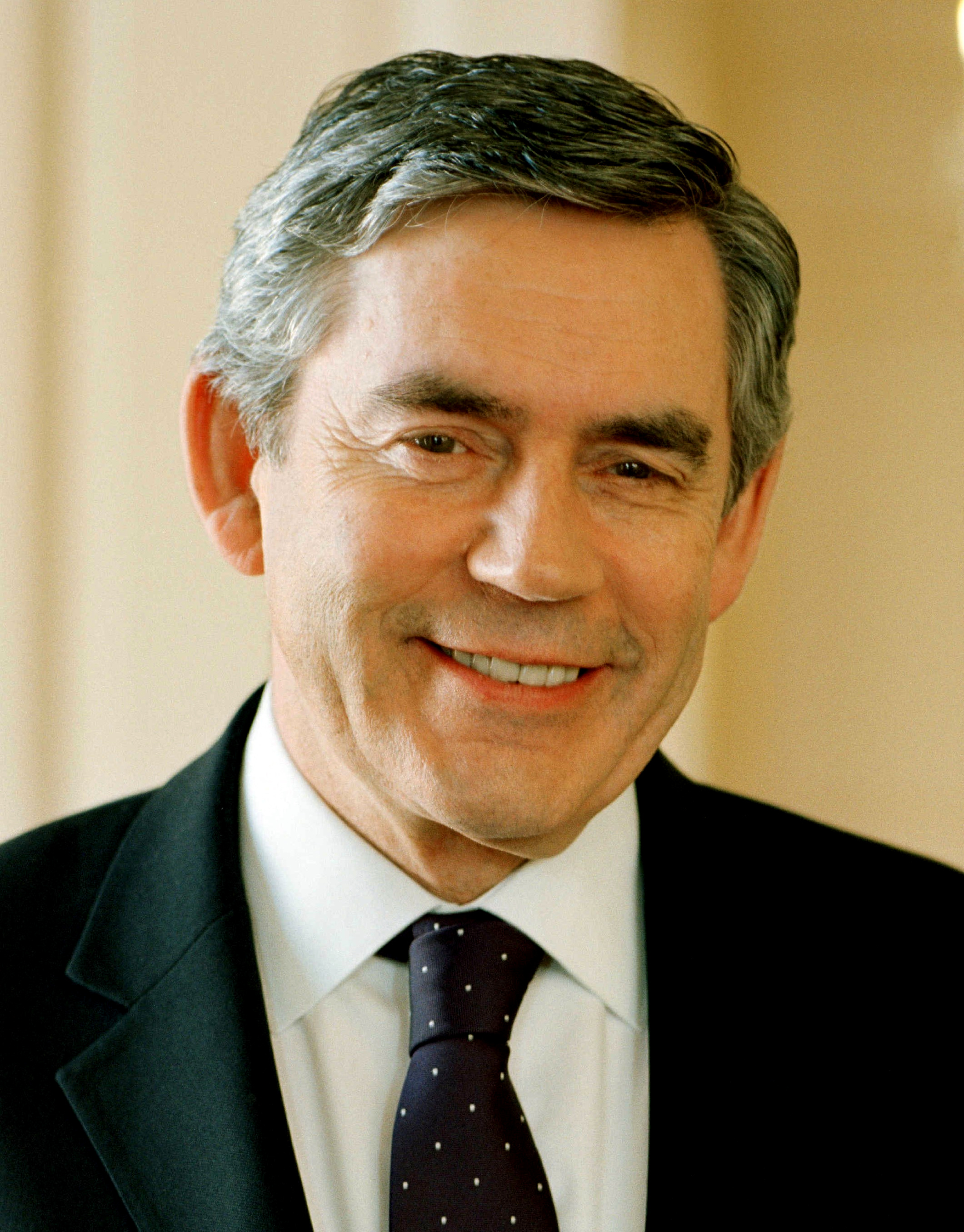
Royaume-Uni : Gordon Brown, Premier ministre
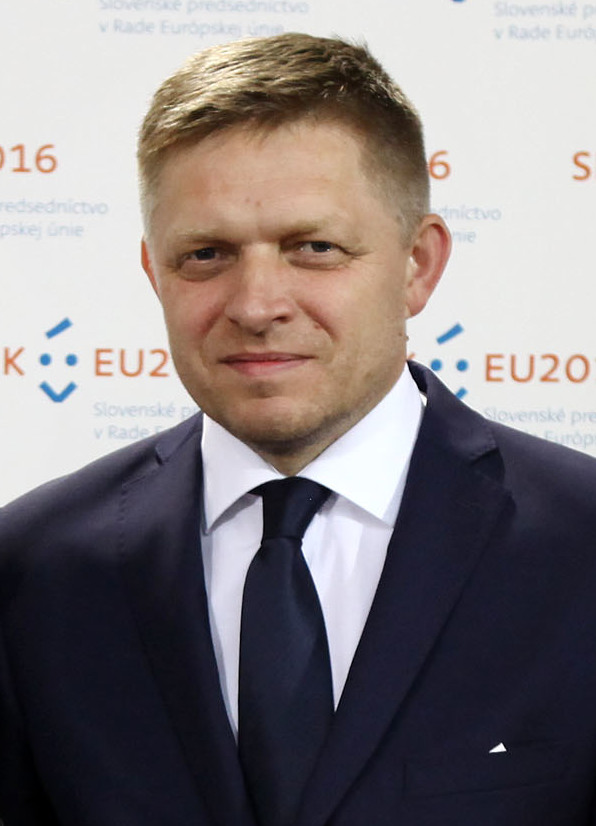
Slovaquie : Robert Fico, Premier ministre
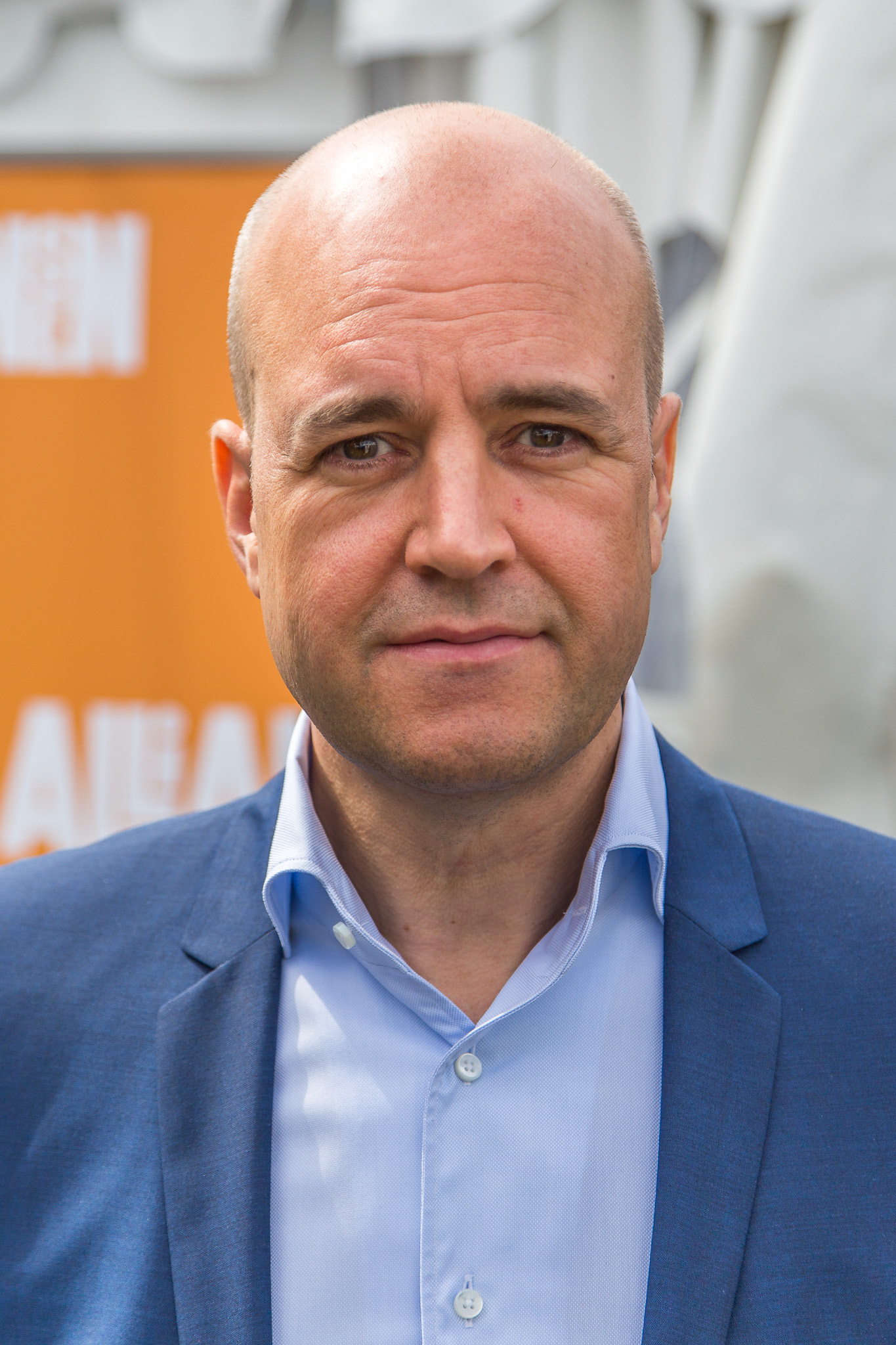
Suède : Fredrik Reinfeldt, Premier ministre

## Sources

#### Documents de l'UE
- « Traités consolidés et Charte des droits fondamentaux (version de 2016) », sur Consilium, 29 mai 2018 (consulté le 8 juin 2021).
- « Traité de Lisbonne modifiant le traité sur l'Union européenne et le traité instituant la Communauté européenne, signé le 13 décembre 2007 », sur EUR-Lex - Journal officiel de l'Union européenne, 17 décembre 2007.

#### Autres documents et articles
- « Le traité de Lisbonne - Rapport d'information n° 188 (2007-2008) de M. Jean-François Poncet, fait au nom de la Commission des affaires étrangères, déposé le 30 janvier 2008 », sur République française - Sénat, 30 janvier 2008.
- « Les Vingt-Sept se sont accordés sur un nouveau traité institutionnel », Le Monde,‎ 19 octobre 2007 (lire en ligne).
- Thomas Ferenczi et Philippe Ricard, « Les Vingt-Sept approuvent le traité de Lisbonne », Le Monde,‎ 20 octobre 2007 (lire en ligne).
- Thomas Ferenczi, « Le nouveau traité sur l'Union européenne signé à Lisbonne », Le Monde,‎ 14 décembre 2007 (lire en ligne).
- « La Charte des droits fondamentaux de l'UE proclamée », Le Monde,‎ 12 décembre 2007 (lire en ligne).